# Memorias del ángel caído
Pour plus de détails, voir Fiche technique et Distribution.
Memorias del ángel caído est un film espagnol réalisé par David Alonso et Fernando Cámara, sorti en 1997.

## Synopsis
Dans une paroisse de Madrid, plusieurs personnes meurent empoisonnées après avoir communié. Les prêtres, eux, commencent à souffrir d'étranges visions.

## Fiche technique
- Titre : Memorias del ángel caído
- Réalisation : David Alonso et Fernando Cámara
- Scénario : David Alonso et Fernando Cámara
- Musique : Javier Cámara
- Photographie : Fernando Arribas
- Montage : Carmen Frías
- Production : Luis Méndez
- Société de production : Lotus Films et Televisión Española
- Pays :  Espagne
- Genre : Drame et horreur
- Durée : 90 minutes
- Dates de sortie : 
  -  Espagne : 17 octobre 1997

## Distribution
- Santiago Ramos : Francisco
- José Luis López Vázquez : Antonio
- Emilio Gutiérrez Caba : Vicente
- Asunción Balaguer : Juana
- Tristán Ulloa : Alberto
- Luis Perezagua : Jorge
- Héctor Alterio : Julio
- Juan Echanove : Carlos

## Distinctions
Le film a été nommé au prix Goya du meilleur nouveau réalisateur.